# Alberto Vila
Alberto Vila (* 25. September 1903 in Montevideo; † 23. Februar 1981 ebenda) war ein uruguayischer Tangosänger und Schauspieler.

## Leben
Vila debütierte 1927 mit der Troupe Ateniense als Imitator von Carlos Gardel am Teatro Solís in Montevideo. Er reiste dann mit der Truppe nach Buenos Aires, wo er im Teatro Coliseo auftrat. Dort bot ihm das Label Odeon einen Plattenvertrag an. Vila, der zu der Zeit als Mitarbeiter der Banco de Cobranzas in Montevideo lebte, reiste für die Aufnahmen 1927 und 1928 nach Buenos Aires.
Radio Prieto bot ihm 1929 einen über drei Monate laufenden Vertrag an, den er akzeptierte. Nachdem er auch Angebote der Theater Empire und Florida erhalten hatte, beschloss Vila, seine Stelle bei der Bank aufzugeben und sich ganz der Laufbahn als Sänger zu widmen. Er tourte durch Argentinien, trat regelmäßig in Buenos Aires auf und sang 1931 bei Radio El Espectador and Sport, begleitet von den Gitarristen Reynaldo Baudino, Mario Pardo und Pérez.
Seine Laufbahn als Schauspieler begann Vila 1936 in Manuel Romeros Film Radio Bar an der Seite von Lidia und Violeta Desmond, Alicia Barrié, Gloria Guzmán und Juan Carlos Thorry und der Formation Elvino Vardaros als Begleitorchester. Nach mehreren weiteren Filmen trat er 1941 in den USA in Leslie Goodwinds’ They Met in Argentina begleitet von Lud Gluskins Orchester mit Maureen O’Hara auf. Nach seiner Rückkehr nach Argentinien entstanden bis 1946 noch mehrere Filme mit ihm. Außerdem hatte er Auftritte bei allen wichtigen Radiostationen von Buenos Aires. Nach 1946 beendete Vila seine künstlerische Laufbahn.

## Aufnahmen
- Ensueño (von Antonio Sureda und Homero Manzi)
- Perdonala (von Juan Agnese, Víctor Soliño und Roberto Fontaina)
- Niño bien (von Juan Antonio Collazo, Víctor Soliño und Roberto Fontaina)
- Che papusa oí (von Gerardo Matos Rodríguez und Enrique Cadícamo)
- Golondrinas
- En un pueblito español
- Príncipe azul

## Filmografie
- 1936: Radio Bar (Regie: Manuel Romero)
- 1938: Soltero soy felit (Regie: Juan Carlos Patrón)
- 1939: Cuetro corazones (Regie: Enrique Santos Discépolo, Carlos Schlieper)
- 1939: Retazo (Regie: Francisco Chiarello, Dario Niccodemi)
- 1940: La casa del recuerdo (Regie: Luis Saslavsky)
- 1940: Confesión (Regie: Luis Moglia Barth)
- 1941: They Met in Argentina (Regie: Leslie Goodwins, Jack Hively)
- 1942: Mañana me suicido (Regie: Carlos Schlieper)
- 1942: Amor último modelo (Regie: Roberto Ratti)
- 1945: Los tres mosqueteros (Regie: Julio Saraceni)
- 1946: Camino del infierno (Regie: Luis Saslavsky, Daniel Tinayre)
- 1946: Adiós pampa mía (Regie: Manuel Romero)